# Bačkov, Trebišov
Bačkov este o comună slovacă, aflată în districtul Trebišov din regiunea Košice. Localitatea se află la altitudinea de 200 m deasupra n.m., se întinde pe o suprafață de 27,675 km2 și în 2017 număra 704 locuitori.

## Istoric
Localitatea Bačkov este atestată documentar din 1320.

## Demografie
| An:                | 1994 | 2004   | 2014   | 2024    |
| ------------------ | ---- | ------ | ------ | ------- |
| Număr de persoane: | 594  | 620    | 679    | 754     |
| Diferență:         |      | +4,37% | +9,51% | +11,04% |

| An:                | 2023 | 2024   |
| ------------------ | ---- | ------ |
| Număr de persoane: | 753  | 754    |
| Diferență:         |      | +0,13% |